# Universitatea Tehnică Gabor Denes din Târgu Mureș
Universitatea Tehnică Gabor Denes este o instituție de învățământ superior privată din Târgu Mureș, România.